# PTS Campus Mechelen
De Provinciale Technische School (PTS) Campus Mechelen is een aso-, tso- en bso-school in de Belgische stad Mechelen. Vroeger stond de school bekend als Tuinbouwschool Mechelen.

## Geschiedenis
Het Provinciaal Instituut voor Tuinbouwonderwijs in Mechelen (PITO Mechelen of PITOM) werd in 1921 opgericht, als aparte afdeling van de Technische Scholen van de stad die gevestigd waren aan de Melaan. In 1927 werd begonnen aan de bouw van een aparte afdeling, op gronden aan de Antwerpsesteenweg. Het bouwwerk - uitgebouwd specifiek als tuinbouwschool - was van de hand van architect Jan Lauwers, had een strakke vormgeving, gebouwd met zuivere onbewerkte materialen en zonder versiering. Het werd in gebruik genomen in 1934. Het originele gebouw - tegenwoordig aangeduid als de "C-blok", werd erkend als monument van onroerend erfgoed omwille van deze functionalistische architectuur. Gelegen in de Mechelse groentestreek, met onder meer de grootste tuinbouwveiling van België, was de school lange tijd een publiekstrekker. Bij de vermindering van het aantal tuinbouwbedrijven, en de toenemende schaalvergroting van de bedrijven liep het aantal studenten terug. 
Wegens schaalvergroting, en om aan de subsidievoorwaarden te voldoen, kwam het in 2010 tot een fusie. PTS Boom, de Provinciale Technische Scholen Boom gevestigd in Boom en de Provinciale Tuinbouwschool Mechelen (PITO Mechelen) kwamen onder een schoolbestuur, en hanteren als naam beiden PTS, de Provinciale Scholen voor Tuinbouw en Techniek met als nieuwe namen voor de locaties PTS Campus Boom en PTS Campus Mechelen.  Dit liet ook toe vanaf 2010 het aanbod aan studierichtingen op de Campus Mechelen uit te breiden, met bijkomende algemene en technische richtingen. Men veranderde ook de naam naar provinciale technische school.
In 2015 won de school de MNM-wedstrijd De Strafste School van Vlaanderen.

## Structuur
De provincie Antwerpen treedt op als inrichtende macht voor de provinciale scholen in Mechelen.
Het onderwijsaanbod omvat:
- Eerste graad
  - 1e leerjaar A en 1e Leerjaar B
  - 2e leerjaar B:
    - STEM-technieken optie Land- en tuinbouw
    - STEM-technieken optie mechanica-elektriciteit

  - 2e gemeenschappelijk leerjaar:
    - STEM-wetenschappen
    - STEM-technieken met optie agro- en biotechnieken
    - STEM-technieken met optie mechanica-elektriciteit.
- Tweede graad
  - Arbeidsmarktgerichte finaliteit
    - Elektrische installaties
    - Plant, dier en milieu

  - Dubbele finaliteit
    - Elektrotechnieken
    - Plant-, dier- en milieutechnieken

  - Doorstroom finaliteit
    - Technologische wetenschappen
    - Biotechnologische wetenschappen
    - Natuurwetenschappen
- Derde graad
  - Arbeidsmarktgerichte finaliteit
    - Elektrische installaties
    - Plant, dier en milieu

  - Dubbele finaliteit
    - Elektrotechnieken
    - Agrarische technieken en plant
    - Tuinaanleg & beheer

  - Doorstroom finaliteit
    - Technologische wetenschappen
    - Biotechnologische wetenschappen
    - Wiskunde-wetenschappen
- Specialisatiejaren (Se-n-Se):
  - Tuinaanleg en onderhoud
  - Elektrotechnicus (duaal)
  - Tuinaanleg- en groenbeheer (duaal)
- OKAN (onthaal klassen anderstalige nieuwkomers) klassen sinds schooljaar 2022-2023